# جسر دامية
جسر داميا أو جسر الأمير محمد (يُطلق عليه بالعبرية: גשר אדם، أي جسر آدم) هو جسر مُغلق حاليًا يقطع نهر الأردن بين الضفة الغربية في فلسطين وبين الأردن. تم إنشاؤه بالأصل في فترة المماليك، وقد تم تجديده لاحقًا عدة مرات في القرن العشرين. يقع شمال مدينة أريحا بحوالي 35 كيلومترًا، بالقرب من نقطة التقاء نهر الزرقاء بنهر الأردن من الجهة الأردنيّة.

## تاريخ
لاتزال الآثار الحجرية الأولى لإنشاء هذا الجسر واضحة حتى اليوم، حيث تم بناء الجسر الحجري على يد السلطان المملوكي الظاهر بيبرس في القرن الثالث عشر. ظل مُستخدمًا طيلة الفترة العثمانية وما بعدها أثناء الانتداب البريطاني على فلسطين. إلا أن عصابة الهاجاناه الصهيوينة قامت بنسفه في عملية ليل الجسور بين 16-17 حزيران/ يونيو 1946. قام البريطانيون بإنشاء جسر جديد مكانه بفترة قصيرة، كما قام الأردن ببناء جسر آخر في خمسينيات القرن العشرين أثناء وحدة الضفتين. إلا أن الجسران قد دُمرا بعد الإحتلال الإسرائيلي للضفة الغربية في حرب 1967. قامت إسرائيل بعد ذلك بإعادة العمل به وسمحت فيما بعد ياستخدامه لنقل البضائع بين الفلسطينيين والأردن منعًا لانهيار اقتصاد الضفة الغربية، حيث لم تكن الأسواق الإسرائيلية مفتوحة بعد لسكان الضفة الغربية الفلسطينيين، فيما أطلق عليه وزير الدفاع الإسرائيلي آنذاك موشيه دايان «سياسة الجسور المفتوحة».

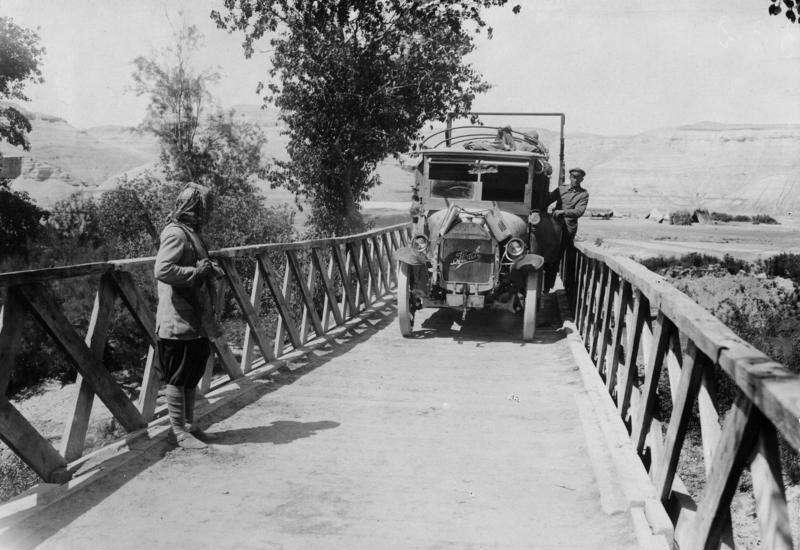
شاحنة عسكرية ألمانية تعبر الجسر عام 1917.

قام الأردن ببناء جسر حديدي مُسبق الصنع لتسهيل الحركة التجارية مع الضفة الغربية. وقد تم اقتتاح الجسر لنقل كل من البضائع والمسافرين. إلا أن المعارك التي حدثت بين 1967 و 1970 (حرب الاستنزاف) وأهمها معركة الكرامة في عام 1968، التي هُزم فيها الإسرائيليون، أدت إلى تدمير الجسر مرة أخرى، بعد أن قام الجيش الأردني بتفجيره منعًا لعبور الدبابات الإسرائيلية إلى شرق نهر الأردن. وقد قام الأردن بإعادة بناء أجزاء منه في عام 1969. إلا أن أحداث أيلول عام 1970 بين الجيش الأردني والفدائيين الفلسطينيين أدت إلى إغلاقه لفترة قصيرة أيضًا. وقد أعاد الأردن العمل بالجسر في عام 1976 بشكل جزئي بعد عدة إصلاحات لأضرار تعرض لها خلال تلك الفترة من الفيضانات وغيرها.
تم استخدام الجسر منذ عام 1991 لنقل البضائع فقط من الضفة الغربية وداخل الخط الأخضر من جهة، والأردن من الجهة الأخرى، حتى وقوع انتفاضة الأقصى، عندما أغلقته السلطات الإسرائيلية لأسباب أمنية، وحوّلت المرور منه إلى معبر جسر الملك حسين (جسر اللنبي). لايزال الجسر المعدني الأردني موجودًا، إلا أنه لا يُستخدم حاليًا. تم اعتباره في عام 2014، منطقة عسكرية مغلقة من جانب إسرائيل، إلا أن السلطة الفلسطينية قامت في نفس العام بالتفاوض مع الأردن من أجل تفعيل المرور من الجسر على الجهتين، مع العلم أن جميع معابر الضفة الغربية هي بيد إسرائيل منذ عام 1967.